# Transport na Cyprze
Transport na Cyprze – państwie położonym na wyspie Cypr leżącej we wschodniej części Morza Śródziemnego. 

## Transport drogowy

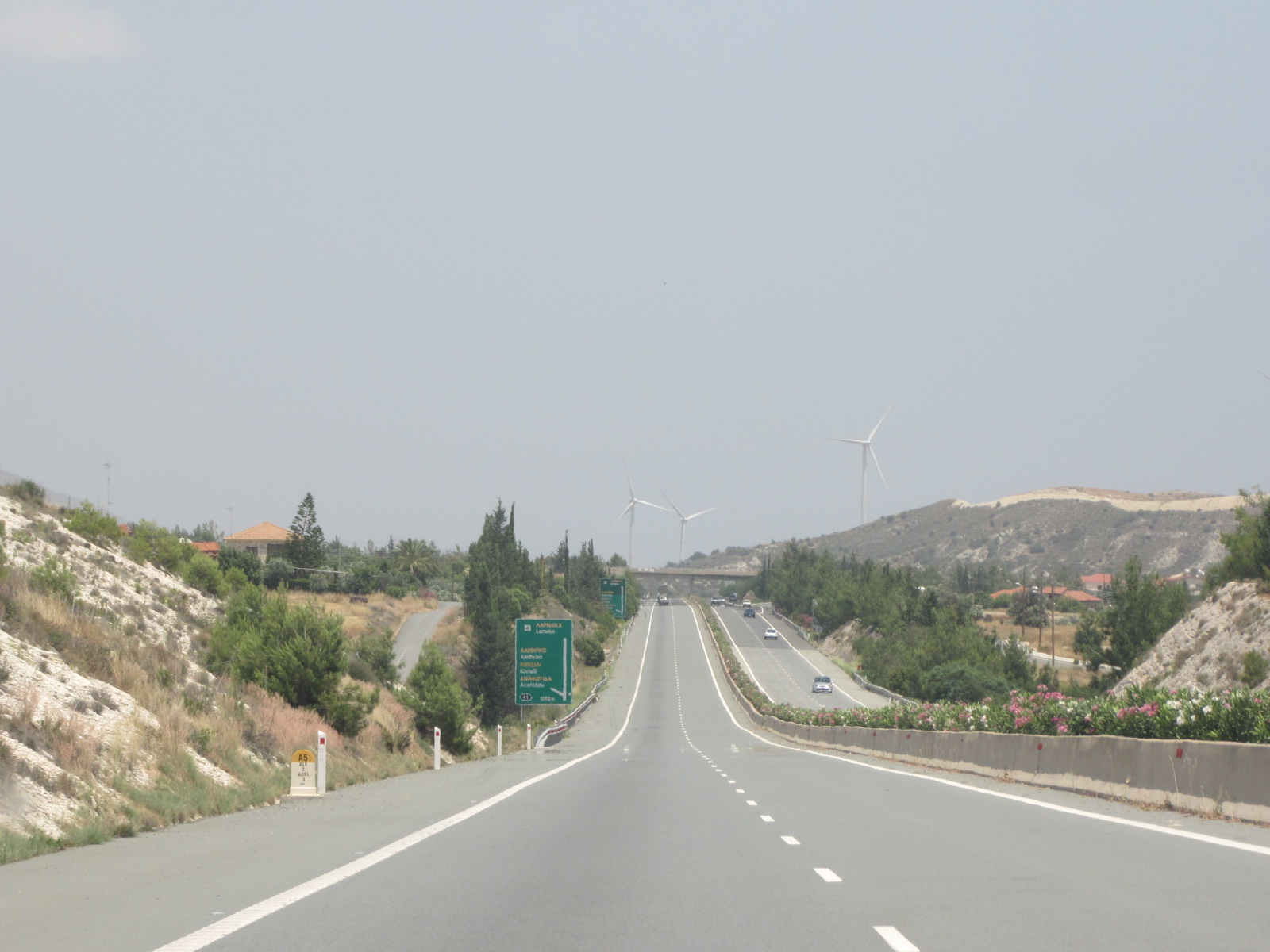
Autostrada A5 w pobliżu Aletriko

Na Cyprze dobrze rozwinięta jest sieć drogowa, obejmująca w części greckiej 10,5 tys. km dróg, w tym 5,9 tys. utwardzonych (1996), a w tureckiej ok. 2,4 tys. km dróg. Obecnie granicę można przekraczać w Nikozji (przejścia dla pieszych Ledra Palace i Lidras Street i jedno samochodowe Kermia/Metehan), w Famaguście (przez brytyjską bazę wojskową w Agios Nicolaous), na zachód od Nikozji – Pila Gate (przejście samochodowo-piesze, sprawdzają tu paszporty tylko Turcy cypryjscy), na wschód od Nikozji – Pano Zodia w okolicach Morfu (na trasie gr. Polis – tr. Güzelyurt) przejście znajduje się w wiosce Bostanci (tr. strona) Astromeritis (gr. strona). Na zachodzie wyspy przejście znajduje się w Kato Pyrgos. Na wyspie obowiązuje ruch lewostronny.

## Transport morski

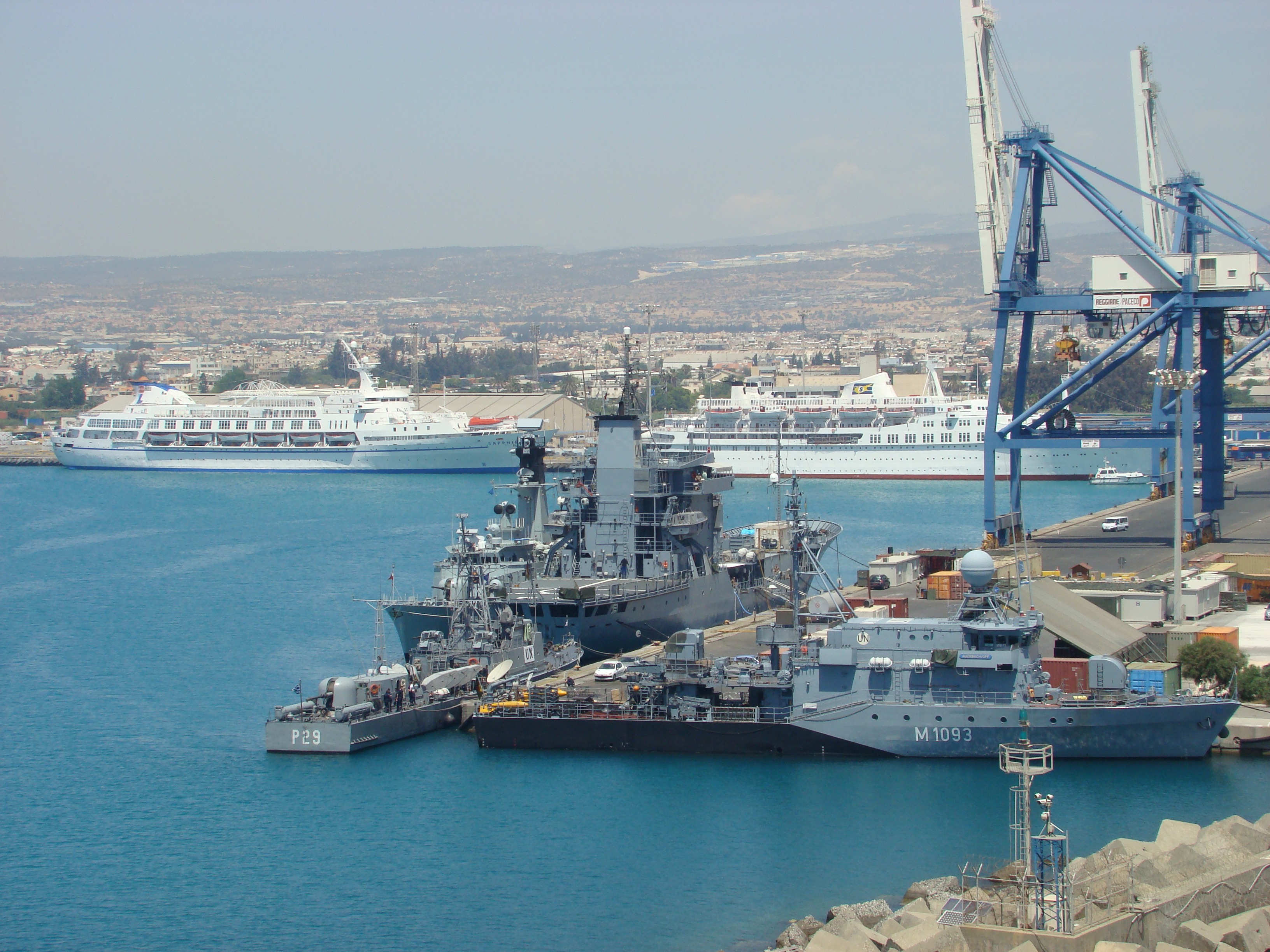
Port morski w Limassol

Do 1974 największym portem morskim była Famagusta, po podziale wyspy jej funkcje przejęły nowe obiekty w Larnace, Limassol i Vassiliko. Terminale naftowe funkcjonują w Larnace, Dhakelia i Moni. Portami części tureckiej są, oprócz Famagusty, Kirenia i Karavostassi – są one zamknięte dla ruchu międzynarodowego z wyjątkiem Turcji. Limassol posiada połączenia promowe z Pireusem w Grecji (przez Rodos) i Hajfą w Izraelu, Kirenia natomiast z Mersin i Antalyą w Turcji. Łączna nośność statków zarejestrowanych pod banderą cypryjską sięga 36 mln DWT (1997). Flota liczy blisko 1,5 tys. jednostek, pochodzących w rzeczywistości z 37 krajów, zwłaszcza z Grecji, Niemiec, Rosji oraz krajów Azji i Europy Środkowowschodniej w tym z Polski.

## Transport lotniczy

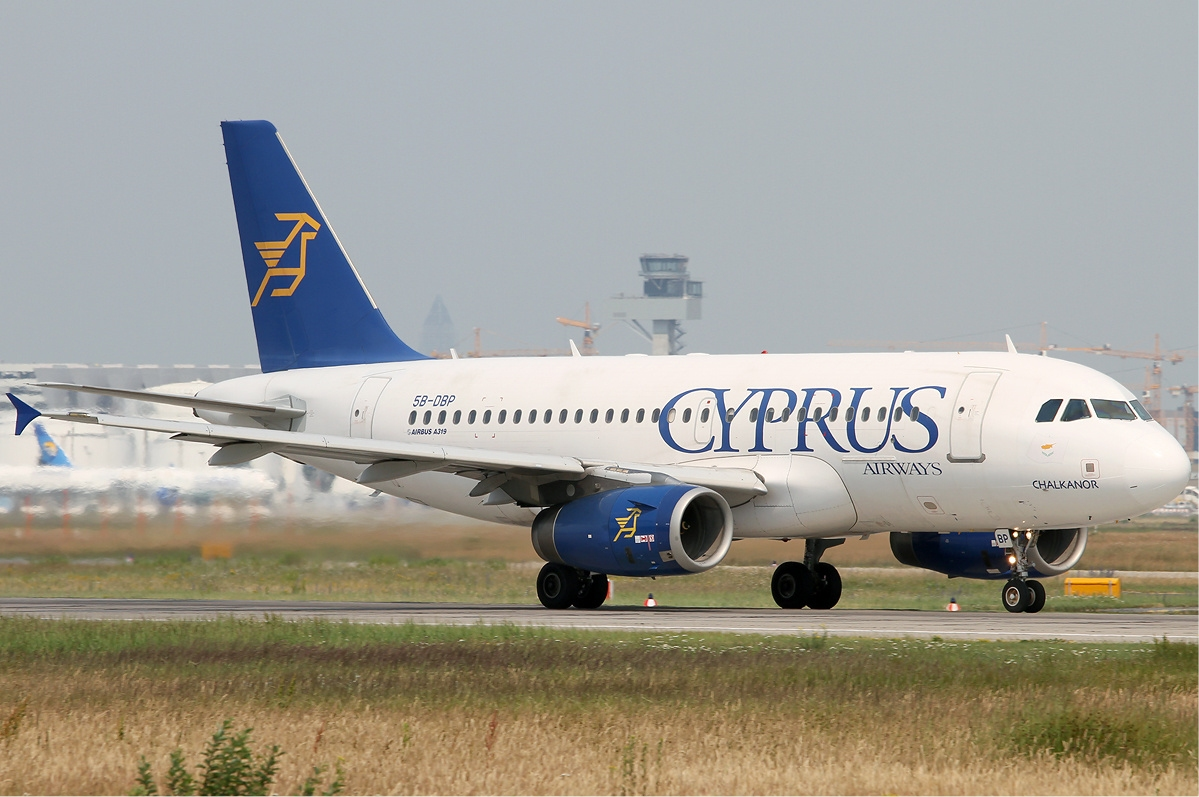
Airbus A319 należący do narodowej linii lotniczej Cyprus Airways

Międzynarodowy port lotniczy w Nikozji jest nieczynny od 1974, nowe lotniska zbudowano w Larnace i Pafos – obsługują one rejsowe i czarterowe połączenia z Europą, Stanami Zjednoczonymi i Bliskim Wschodem. W części tureckiej głównym portem lotniczym jest port Ercan. Ze względu na bojkot Cypru Północnego przez społeczność międzynarodową, na lotnisko to można dotrzeć wyłącznie z tureckich lotnisk. Innym lotniskiem jest Geçitkale.

## Transport kolejowy
W latach 1905–1951 na Cyprze istniała sieć publicznego transportu kolejowego - Cyprus Government Railway.